# 2011-es öttusa-Európa-bajnokság
A 2011-es öttusa-Európa-bajnokságot, amely a 20. kontinensviadal volt, az angliai Gillinghamben a Medway parkban rendezték 2011. július 28. és augusztus 1. között. A versenyen 8-8 férfi és női versenyző szerzett kvótát a 2012. évi nyári olimpiai játékokra.

## Eseménynaptár
| ● | Selejtezők | ● | Döntők |

| július/augusztus | 28 | 29 | 30 | 31 | 1 |
| ---------------- | -- | -- | -- | -- | - |
| férfi egyéni     | ●  |    | 1  |    |   |
| Női egyéni       |    | ●  |    | 1  |   |
| férfi csapat     |    |    | 1  |    |   |
| Női csapat       |    |    |    | 1  |   |
| Férfi váltó      |    |    |    |    | 1 |
| Női váltó        |    |    |    |    | 1 |

## Részt vevő nemzetek
| - Ausztria 1 induló (1 férfi + 0 női) - Bulgária 3 (2+1) - Csehország 7 (4+3) - Fehéroroszország 8 (4+4) - Finnország 3 (1+2) - Franciaország 6 (3+3) - Grúzia 3 (3+0) - Hollandia 1 (1+0) - Írország 3 (2+1) - Lengyelország 8 (4+4) - Lettország 4 (3+1) - Litvánia 6 (3+3) | - Magyarország 8 (4+4) - Egyesült Királyság 8 (4+4) - Németország 8 (4+4) - Olaszország 8 (4+4) - Oroszország 8 (4+4) - Portugália 2 (2+0) - Spanyolország 2 (2+0) - Svájc 2 (1+1) - Svédország 1 (1+0) - Szlovákia 2 (1+1) - Ukrajna 8 (4+4) |

## Magyar versenyzők eredményei
| Versenyző      | Selejtező | Selejtező | Egyéni | Csapat | Váltó |
| Versenyző      | Csoport   | Hely.     | Egyéni | Csapat | Váltó |
| -------------- | --------- | --------- | ------ | ------ | ----- |
| Demeter Bence  | B         | 17.       | 19.    | 4.     | Arany |
| Kasza Róbert   | B         | 8.        | 25.    | 4.     | Arany |
| Marosi Ádám    | A         | 5.        | 31.    | 4.     | Arany |
| Tibolya Péter  | A         | 14.       | 14.    |        |       |
| Tóth Adrienn   | A         | 3.        | Ezüst  | Arany  | Arany |
| Kovács Sarolta | A         | 1.        | 7.     | Arany  | Arany |
| Gyenesei Leila | B         | 2.        | 12.    | Arany  | Arany |
| Cseh Krisztina | B         | 11.       | 24.    |        |       |

## Eredmények

### Férfiak
| Versenyszám | Arany                                                            | Arany  | Ezüst                                                                 | Ezüst  | Bronz                                                                          | Bronz  |
| ----------- | ---------------------------------------------------------------- | ------ | --------------------------------------------------------------------- | ------ | ------------------------------------------------------------------------------ | ------ |
| Egyéni      | Andrej Moiszejev · Oroszország                                   | 5996   | Szergej Karjakin · Oroszország                                        | 5952   | Dmitro Kirpuljanszkij · Ukrajna                                                | 5896   |
| Csapat      | Oroszország · Ilja Frolov · Alekszandr Leszun · Szergej Karjakin | 17 568 | Olaszország · Pierpaolo Petroni · Nicola Benedetti · Riccardo De Luca | 17 432 | Csehország · David Svoboda · Ondrej Polivka · Michal Sedlecky                  | 17 208 |
| Váltó       | Magyarország · Kasza Róbert · Marosi Ádám · Demeter Bence        | 6618   | Lengyelország · Lukasz Klekot · Bartosz Majewski · Szymon Staskiewicz | 6458   | Fehéroroszország · Dzmitry Meliakh · Mikalai Gayanouski · Stanislau Zhurauliou | 6400   |

### Nők
| Versenyszám | Arany                                                         | Arany  | Ezüst                                                         | Ezüst  | Bronz                                                    | Bronz  |
| ----------- | ------------------------------------------------------------- | ------ | ------------------------------------------------------------- | ------ | -------------------------------------------------------- | ------ |
| Egyéni      | Lena Schöneborn · Németország                                 | 5600   | Tóth Adrienn · Magyarország                                   | 5548   | Viktorija Terescsuk · Ukrajna                            | 5536   |
| Csapat      | Magyarország · Gyenesei Leila · Kovács Sarolta · Tóth Adrienn | 16 340 | Németország · Lena Schöneborn · Annika Schleu · Eva Trautmann | 16 224 | Franciaország · Amélie Cazé · Elfie Arnaud · Anais Eudes | 15 764 |
| Váltó       | Magyarország · Gyenesei Leila · Kovács Sarolta · Tóth Adrienn | 5578   | Németország · Lena Schöneborn · Annika Schleu · Eva Trautmann | 5458   | Franciaország · Amélie Cazé · Elfie Arnaud · Anais Eudes | 5398   |

## Éremtáblázat
Magyarország eltérő háttérszínnel kiemelve.
|          | Nemzet           | Arany | Ezüst | Bronz | Összesen |
| 1.       | Magyarország     | 3     | 1     | 0     | 4        |
| 2.       | Oroszország      | 2     | 1     | 0     | 3        |
| 3.       | Németország      | 1     | 2     | 0     | 3        |
| 4.       | Lengyelország    | 0     | 1     | 0     | 1        |
| 4.       | Olaszország      | 0     | 1     | 0     | 1        |
| 6.       | Franciaország    | 0     | 0     | 2     | 2        |
| 6.       | Ukrajna          | 0     | 0     | 2     | 2        |
| 8.       | Csehország       | 0     | 0     | 1     | 1        |
| 8.       | Fehéroroszország | 0     | 0     | 1     | 1        |
| Összesen | Összesen         | 6     | 6     | 6     | 18       |